# Sik-Sik, l'artefice magico
Sik-Sik, l'artefice magico è una commedia in atto unico scritta da Eduardo De Filippo nel 1929; è contenuta nella raccolta intitolata Cantata dei giorni pari.

## Storia
L'atto unico fu inserito come sketch all'interno dello spettacolo di rivista dal titolo Pulcinella principe in sogno che Eduardo presentò assieme ai due fratelli e ad altri attori che lo accompagneranno negli anni successivi (tra gli altri Pietro Carloni, Tina Pica, Carlo Pisacane), nella Compagnia di Riviste Molinari del Teatro Nuovo di Napoli.
Incerta è la data esatta del debutto del lavoro (1929 o 1930), ma senz'altro tutti sono concordi nell'affermare che con questa commedia, molto apprezzata dai critici del tempo, ebbe inizio la fortuna per i fratelli De Filippo, come ricordò lo stesso Peppino in un'intervista.
L'atto unico fu messo in scena successivamente nel 1932 dalla compagnia Teatro Umoristico I De Filippo al Teatro Kursaal di Napoli, portando poi lo spettacolo a Torino, Roma e Milano. La vicenda di Sik-Sik fu poi trasposta nel film Quei due, diretto nel 1935 da Gennaro Righelli, interpretato da Eduardo e Peppino De Filippo e Assia Noris.
Va segnalata inoltre una rappresentazione del 1971 al Teatro Piccolo di Milano di Franco Parenti e Paolo Graziosi, diretti dallo stesso autore, mentre l'ultima rappresentazione con Eduardo nel triplice ruolo di attore-autore-regista si ebbe nel 1980 in occasione dei festeggiamenti per l'ottantesimo compleanno del drammaturgo, a Milano.
Nel 1992 la commedia è stata rappresentata in lingua francese a Grenoble, mentre nel 1997 a Parigi e a Porto (Portogallo).

## Trama
Sik-Sik è un illusionista da quattro soldi che si esibisce assieme alla moglie Giorgetta in teatri di infimo livello; i trucchi che egli compie richiedono quasi sempre l'aiuto del compare Nicola, che siede tra il pubblico e viene scelto dal mago come volontario.
Per la riuscita di uno spettacolo, il mago è costretto all'ultimo momento a sostituire Nicola, che non si presenta all'appuntamento, con Rafele, un giovane sempliciotto e duro di comprendonio, che accetta di fargli da compare dietro compenso di dieci lire. Pur tra molte difficoltà, Sik-Sik riesce a insegnare a Rafele le mosse da eseguire per la corretta riuscita dei trucchi; subito dopo arriva però Nicola, che pretende di esibirsi. Poiché nessuno dei due compari vuole rinunciare al compenso, Nicola e Rafele iniziano a litigare, rovinando l'attrezzatura di Sik-Sik poco prima di andare in scena.
Lo spettacolo inizia, ma le schermaglie tra Nicola e Rafele continuano: Sik-Sik è costretto a far salire entrambi i complici sul palco allo stesso momento, e a sedare di continuo le loro liti; intanto i trucchi di magia falliscono uno dopo l'altro. Lo spettacolo culmina con Giorgetta che, a causa dei pasticci dei tre uomini, rimane prigioniera in un baule e viene liberata con difficoltà dal mago: cacciati i due compari, l'ormai desolato illusionista non può far altro che tentare di salvare la faccia scusandosi col pubblico.